# US Open de 1986
O US Open de 1986 foi um torneio de tênis disputado nas quadras duras do USTA Billie Jean King National Tennis Center, no Flushing Meadows-Corona Park, no distrito do Queens, em Nova York, nos Estados Unidos, entre 26 de agosto a 7 de setembro. Corresponde à 19ª edição da era aberta e à 106ª de todos os tempos.

## Finais

### Profissional
| Categoria | Evento    | Campeã(s)(o/ões)                  | Vice-campeã(s)(o/ões)             | Resultado               | Chave(s)  | Chave(s)       |
| --------- | --------- | --------------------------------- | --------------------------------- | ----------------------- | --------- | -------------- |
| Simples   | Masculino | Ivan Lendl                        | Miloslav Mecir                    | 6–4, 6–2, 6–0           | principal | qualificatório |
| Simples   | Feminino  | Martina Navrátilová               | Helena Sukova                     | 6–3, 6–2                | principal | qualificatório |
| Duplas    | Masculino | Andrés Gómez Slobodan Živojinović | Joakim Nyström Mats Wilander      | 4–6, 6–3, 6–3, 4–6, 6–3 | principal | principal      |
| Duplas    | Feminino  | Martina Navrátilová Pam Shriver   | Hana Mandlíková Wendy Turnbull    | 6–4, 3–6, 6–3           | principal | principal      |
| Duplas    | Misto     | Raffaella Reggi Sergio Casal      | Martina Navrátilová Peter Fleming | 6–4, 6–4                | principal | principal      |

### Juvenil
| Categoria | Evento    | Campeã(s)(o/ões)               | Vice-campeã(s)(o/ões)           | Resultado     | Chave(s)  | Chave(s)       |
| --------- | --------- | ------------------------------ | ------------------------------- | ------------- | --------- | -------------- |
| Simples   | Masculino | Javier Sánchez                 | Franco Davín                    | 6–2, 6–2      | principal | qualificatório |
| Simples   | Feminino  | Elly Hakami                    | Shaun Stafford                  | 6–2, 6–1      | principal | qualificatório |
| Duplas    | Masculino | Tomás Carbonell Javier Sánchez | Jeff Tarango David Wheaton      | 6–4, 1–6, 6–1 | principal | principal      |
| Duplas    | Feminino  | Jana Novotná Radka Zrubáková   | Elena Brioukhovets Leila Meskhi | 6–4, 6–2      | principal | principal      |